# Семинарский тупик
Семина́рский тупик — тупик в центре Москвы. Примыкает к нечётной стороне Делегатской улицы параллельно 1-му Самотёчному переулку.

## Происхождение названия
Назван во второй половине XIX века по Московской духовной семинарии, которая в 1844—1918 годах располагалась поблизости от тупика (ныне в этом здании Всероссийский музей декоративного искусства — Делегатская улица, 3).

## История
Тупик возник в 1890-х годах при застройке восточной части земельного владения Московской духовной семинарии, примыкающего к Божедомскому переулку (ныне — Делегатская улица). Тупик заканчивался у ограды парка духовной семинарии (ныне — детский парк). К 2001 году по тупику числился только один дом (№ 14).